# Бобров (Словакия)
Бобров (словац. Bobrov, венг.  Bobró) — деревня и община района Наместово Жилинского края Словакии.
Расположена в Бескидах в исторической области О́рава к северу от Оравского водохранилища, в 5 км к северо-востоку от районного центра города Наместово. Площадь — 25,64 км².

## Население
| Год:                | 1994 | 2004    | 2014     | 2024     |
| ------------------- | ---- | ------- | -------- | -------- |
| Количество человек: | 1441 | 1530    | 1739     | 2084     |
| Разница:            |      | +6,17 % | +13,66 % | +19,83 % |

Население на 31 декабря 2024 года — 2084 человека.

## История
Впервые упоминается 1564 году.

## Достопримечательности
- Костёл Святого Иакова 1753 года.

## Известные уроженцы
- Ирена Шустерова (1937—2008) — первая леди Словакии (1999—2004).